# Czasownik dwuprzechodni
Czasownik dwuprzechodni (ang. bitransitive verb, ditransitive verb) – w językach nominatywno-akuzatywnych czasownik, wymagający dwóch dopełnień. Czasownik ten współtworzy zdanie wraz z podmiotem, dopełnieniem bliższym i dopełnieniem dalszym. W języku angielskim czasowniki dwuprzechodnie dają możliwość tworzenia strony biernej na dwa sposoby, np:
Strona czynna: Tom’s father gives a ball to him. – Ojciec Toma daje mu piłkę.
Strona bierna: Tom is given a ball by his father. – Tom dostaje piłkę od swojego ojca.
A ball is given to Tom by his father. – Piłka jest dawana Tomowi przez jego ojca.